# The Hunting Party (Lost)
"The Hunting Party (titulado "La sombra del cazador" en España y "La fiesta de la cacería" en Latinoamérica) es el undécimo episodio de la segunda temporada de la serie Lost, de la cadena de televisión ABC. Michael abandona a los supervivientes para ir en busca de su hijo. Jack, Locke y Sawyer lo persiguen, pero encuentran una sorpresa inesperada en la jungla. FLASHBACK de Jack Shephard.

## Trama

### Flashbacks
Jack Shephard y su padre, Christian, discuten la efectividad de la cirugía en un italiano, Angelo Busoni, con un tumor espinal. Christian desaconseja la cirugía. Sin embargo, la hija del hombre, Gabriela, le dice a Christian: "No vinimos por ti". Ella y su padre habían leído sobre la recuperación milagrosa de la esposa de Jack, y esperan que Jack pueda obrar otro milagro. Jack acepta operar, a pesar de la desaprobación de su padre. Después de una larga noche, Jack regresa a casa con su esposa, Sarah, quien le dice que se ha hecho una prueba de embarazo después de llegar tarde a su período; la prueba es negativa. Más tarde, cuando Gabriela está en la oficina de Jack, firmando formularios de autorización, Jack le advierte de los riesgos de la cirugía, pero finalmente decide continuar. Christian se acerca abruptamente a ellos mientras comparten un momento de tranquilidad. Cuando Gabriela se va, Christian advierte a Jack sobre los peligros de acercarse demasiado a sus pacientes.
La cirugía no tiene éxito y Angelo muere en la mesa de operaciones debido a una insuficiencia cardíaca. Jack le dice a su padre que le dará la noticia a Gabriela. Christian responde que ya se lo contó a la mujer y que ella salió del hospital. Jack encuentra a Gabriela en el estacionamiento, llorando por la muerte de su padre. Intenta consolarla y ella lo besa, pero luego Jack se aleja y se va, diciéndole a Gabriela que "él no puede". En casa, Jack le confiesa a su esposa que se besó con Gabriela, la hija de su paciente, pero que no significó nada y le promete que las cosas cambiarán, que trabajará menos y pasará más tiempo con ella, que va a "arreglar" su matrimonio. Mientras la sostiene, Sarah se aleja y le dice a Jack que ha conocido a otra persona y que lo está dejando. Sus cosas ya están empacadas, y su madre la estuvo ayudando. "Siempre necesitarás algo para arreglar", dice antes de irse, dejando a Jack devastado.

### En la isla
Jack encuentra a Locke encerrado en el arsenal del refugio y cuando trata de hablar con él, un Michael desencajado aparece armado y le ordena que se meta él también junto a Locke. Michael quiere ir por Walt y no se detendrá ante nada por ello. Cuando se ha marchado, Sawyer y Kate aparecen y rescatan a los dos prisioneros, que deciden seguir a Michael no sólo para traerle de vuelta sino para poderle ayudar cuando se tope con los Otros. Jack ordena a Kate quedarse, lo cual fastidia bastante a la chica.
Sun y Jin discuten cuando este se entera de que Michael se ha marchado y quiere seguirle. Sun le dice que no está dispuesta a dejarlo ir y que se exponga a una situación tan peligrosa y que si Michael es su amigo, ella es su esposa y eso debería ser suficiente. Poco después, ambos hablan sobre algunos temas sin resolver de su matrimonio y sin intercambiar una sola palabra, deciden que todo ello quedó atrás y que ahora su relación tiene que basarse en otros principios más justos para ambos.
Un episodio del pasado, hace que Jack se dé cuenta de por qué Kate huyó tras besarle (Lo que Hizo Kate). Cae la noche mientras Locke, Jack y Sawyer buscan a Michael, por el que se están muy preocupados ya que han oído algunos disparos. Cuando pierden el rastro, uno de los Otros, apodado por Sawyer como el señor Simpático, aparece y les dice que tienen que hablar. Sawyer lo reconoce como el tripulante del barco que le disparó y cuando trata de vengarse, alguien desde el bosque hace un tiro de advertencia a Sawyer. El Sr. Simpático les dice que no quiere hacerles daño, que Walt y Michael están bien y que bajen las armas. Añade que la isla es suya y que ellos están vivos simplemente porque quieren, que se den la vuelta y que todo quedará en un malentendido.
En el refugio, Charlie y Hurley ponen algunos discos y hablan sobre lo que tienen en mente. Charlie aún piensa en Claire y si esta le echará de menos tras echarle (El Salmo 23) mientras que Hurley cree tener posibilidades con Libby, ahora que están en una isla desierta.
Jack está tan frustrado con su interlocutor que le dice que no cree que tenga tanta gente apoyándole y que ellos son superiores, por lo que el Sr. Simpático juega dos bazas sorpresa; a una voz, muchos Otros (sic) encienden sus antorchas tras los árboles, revelando un nutrido grupo de apoyo y, además, alguien empuja a una rehén hasta él: se trata de Kate. Si no dejan las armas y se marchan por donde han venido, matarán a Kate.
Frustrados, entregan sus armas y caminan durante la noche para regresar a la playa. Tras las dos derrotas del día, Jack no se quiere dar por vencido y acude a Ana Lucía, con una nueva idea en la cabeza a la que quiere hacer partícipe a la chica.

## Otros capítulos
- Capítulo anterior: El salmo 23
- Capítulo siguiente: Fuego + Agua